# 텁 헌터

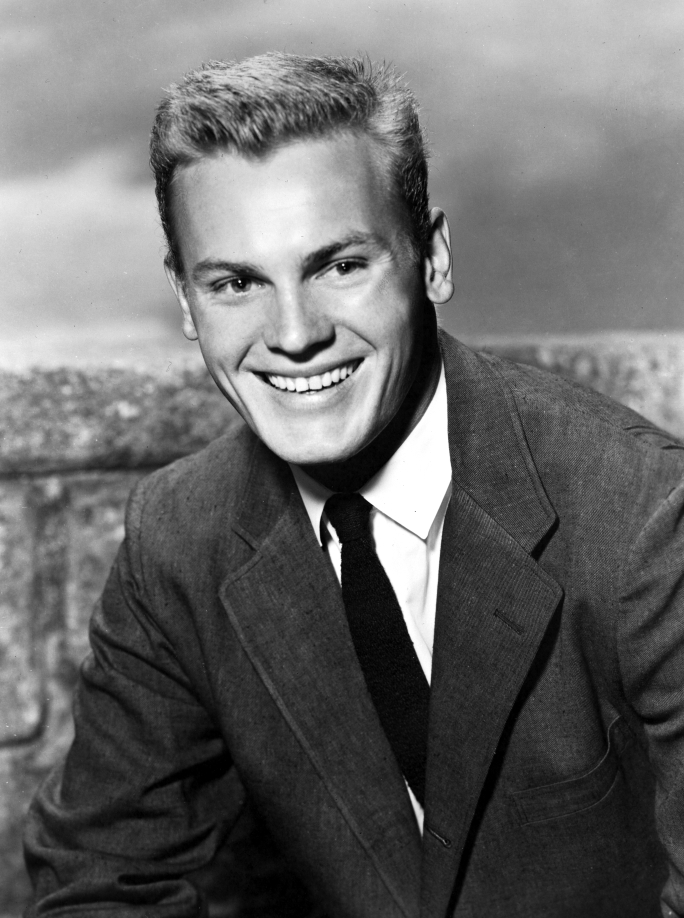
태브 헌터

태브 헌터(Tab Hunter, 영어 발음: /tæb/, 1931년 7월 11일 ~ 2018년 7월 8일)는 미국의 배우, 가수, 작가이다. 

## 출연 작품
- 텁 헌터 컨피덴셜 (2015년) - 본인 역
- 워너 브라더스 (2008년)
- 춤추는 할리우드 - 뮤지컬의 역사 (2008년) - 본인 역
- 신비의 카메론 (1989년)
- 악마의 후예들 (1988년)
- 그로테스크(영어판) (1988년)
- 황야의 건달 (1985년)
- 팬더모니엄(영어판) (1982년) - 블루 크리스토프 역
- 그리스 2 (1982년)
- 폴리에스터 (1981년)
- 법과 질서 (1972년)
- 어라우저 (1972년)
- 미스터 풍선 인간 (1966년)
- 해저 도시 (1965년)
- 러브드 원 (1965년)
- 더 골든 애로우 (1962년)
- 황야의 탈출 (1959년)
- 댐 양키즈 (1958년)
- 애혼 (1955년)
- 애욕과 전장 (1955년)

### 텔레비전
- 더 폴 가이 (1981년)
- 디즈니랜드 (1954년) - 팀 앤드류스 역

## 서적
- Tab Hunter Confidential (Hardcover)